# Terceiro milénio d.C.
O terceiro milénio (português europeu) ou milênio (português brasileiro) d.C. é o período compreendido entre 1 de janeiro de 2001 a 31 de dezembro de 3000, sendo o milénio atual.
O terceiro milênio foi o período de tempo que iniciou-se em 1 de janeiro de 2001 e terminará em 31 de dezembro de 3000. Este é o terceiro período de mil anos do Anno Domini.

## Séculos e décadas
| Século XXI | 2000 | 2010 | 2020 |

## Eventos

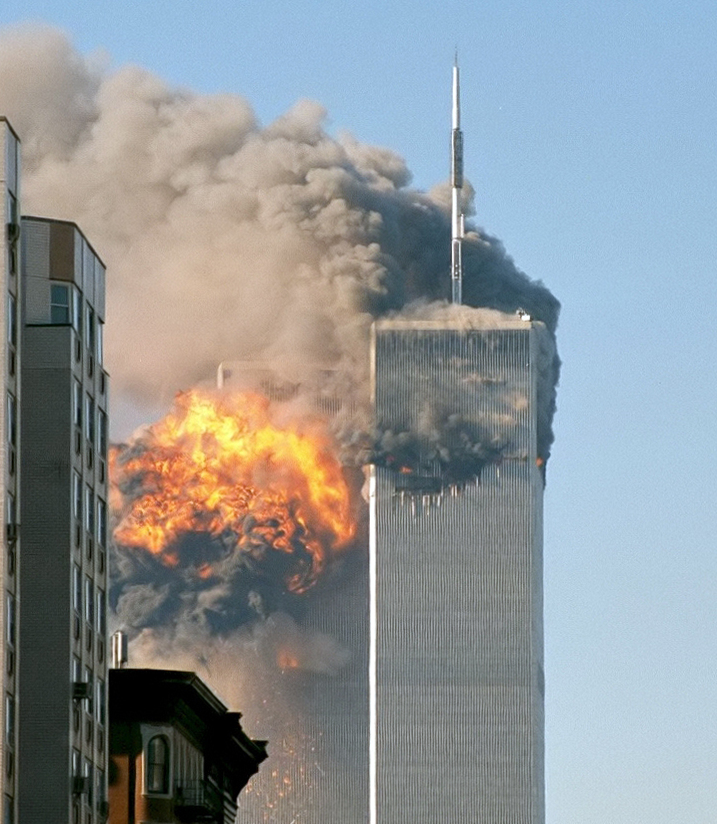
Ataques de 11 de setembro de 2001 nos Estados Unidos marcam o início do milênio.

| África  | 2011 - Primavera Árabe 2011 - Independência do Sudão do Sul |
| América | 2001 - Ataques de 11 de setembro 2008 - Grande Recessão 2009 - Posse de Barack Obama em 2009 2014 - Crise político-econômica no Brasil 2022 - Nova guinada à esquerda |
| Ásia    | 2001 - Guerra do Afeganistão 2003 - Guerra do Iraque 2011 - Operação Lança de Neptuno 2011 - Guerra Civil Síria 2011 - Desastre de Fukushima 2021 - Queda de Cabul 2023 - Guerra Israel-Hamas 2024 - Queda do regime de Bashar al-Assad                                                              |
| Europa  | 2004 - Atentados de 11 de Março, em Madrid 2004 - Massacre de Beslan 2005 - Ataques de 7 de julho, em Londres 2010 - Crise da dívida pública 2014 - Crise de Crimeia 2015 - Crise migratória 2015 - Ataques de 13 de novembro, em Paris 2015 - Acordo de Paris 2022 - Invasão da Ucrânia pela Rússia |
| Oceania | 2019 - Atentados de Christchurch |
| Mundo   | 2009 - Pandemia de gripe A 2020 - Pandemia de COVID-19 Aquecimento global |

## Estados soberanos
Os estados desta seção estão organizados de acordo com sua independência.
| África                                                         | América | Ásia                                                  | Europa | Oceania |
| -------------------------------------------------------------- | ------- | ----------------------------------------------------- | --- | ------- |
| - Sudão do Sul - (2011) - Independência com a divisão do Sudão |         | - Timor-Leste - (2002) - Fim da ocupação da Indonésia | - Sérvia e Montenegro - (2003 — 2006) - Último vestígio da Iugoslávia - Sérvia - (2006) - Cisão da Sérvia e Montenegro - Montenegro - (2006) - Cisão da Sérvia e Montenegro |         |